# Tullnerfelder Donau-Auen
Tullnerfelder Donau-Auen este o arie protejată (arie specială de conservare — SAC, sit de importanță comunitară — SCI) din Austria întinsă pe o suprafață de 17.533,32 ha, integral pe uscat.

## Localizare
Centrul sitului Tullnerfelder Donau-Auen este situat la coordonatele 48°21′10″N 15°57′20″E / 48.3528°N 15.9556°E.

## Înființare
Situl Tullnerfelder Donau-Auen a fost declarat sit de importanță comunitară în ianuarie 1998 pentru a proteja 4 specii de plante și 36 de specii de animale. Situl a fost protejat și ca arie specială de conservare în martie 2011.

## Biodiversitate
Situată în ecoregiunea continentală, aria protejată conține 14 habitate naturale: Ape stătătoare oligotrofe până la mezotrofe, cu vegetație de Littorelletea uniflorae și/sau de Isoëto-Nanojuncetea, Ape puternic oligomezotrofe cu vegetație bentonică cu Chara spp., Lacuri eutrofice naturale cu vegetație de tip Magnopotamion sau Hydrocharition, Râuri de munte și vegetația erbacee de pe malurile acestora, Râuri de munte și vegetația lor lemnoasă cu Salix elaeagnos, Cursuri de apă de la nivel de câmpie la nivel montan, cu vegetație Ranunculion fluitantis și Callitricho-Batrachion, Râuri cu maluri nămoloase cu vegetație de Chenopodion rubri p.p. și Bidention p.p., Pajiști uscate seminaturale și facies de acoperire cu tufișuri pe substraturi calcaroase (Festuco-Brometalia) (* situri importante pentru orhidee), Pajiști stepice subpanonice, Pajiști cu Molinia pe soluri calcaroase, turboase sau argilos-nămoloase (Molinion caeruleae), Liziere de ierburi înalte hidrofile de câmpie și de nivel montan până la alpin, Fânețe de joasă altitudine (Alopecurus pratensis, Sanguisorba officinalis), Păduri aluvionare cu Alnus glutinosa și Fraxinus excelsior (Alno-Padion, Alnion incanae, Salicion albae), Păduri mixte riverane de Quercus robur, Ulmus laevis și Ulmus minor, Fraxinus excelsior sau Fraxinus angustifolia, de-a lungul marilor râuri (Ulmenion minoris).
La baza desemnării sitului se află mai multe specii protejate:
- plante (4): Apium repens, papucul doamnei (Cypripedium calceolus), Gladiolus palustris, sisinei (Pulsatilla grandis)
- amfibieni (3): buhai de baltă cu burta roșie (Bombina bombina), izvoraș-cu-burta-galbenă (Bombina variegata), triton cu creastă dobrogean (Triturus dobrogicus)
- mamifere (4): castor (Castor fiber), vidră de râu (Lutra lutra), dihor de stepă (Mustela eversmanii), popândău (Spermophilus citellus)
- nevertebrate (13): Cucujus cinnaberinus, fluturele de noapte (Eriogaster catax), fluturele flitirar (Euphydryas maturna), Euplagia quadripunctaria, Graphoderus bilineatus, libelule (Leucorrhinia pectoralis), rădașcă (Lucanus cervus), fluturele purpuriu (Lycaena dispar), phengaris nausithous (Maculinea nausithous), Maculinea teleius, Ophiogomphus cecilia, Unio crassus, Vertigo angustior
- pești (16): avat (Aspius aspius), Cobitis taenia Complex, Eudontomyzon mariae, Gymnocephalus baloni, răspăr (Gymnocephalus schraetzer), lostriță (Hucho hucho), țipar (Misgurnus fossilis), săbiță (Pelecus cultratus), boarță (Rhodeus amarus), porcușor de șes (Romanogobio vladykovi), Rutilus meidingeri, babușcă de tur (Rutilus virgo), câră (Sabanejewia balcanica), clean dungat (Telestes souffia), fusar (Zingel streber), pietrar (Zingel zingel)

Pe lângă speciile protejate, pe teritoriul sitului au mai fost identificate 38 de specii de plante, 10 specii de amfibieni, 17 specii de mamifere, 59 de specii de nevertebrate, 13 specii de pești, 7 specii de reptile.